# Љубов Јароваја
„Љубов Јароваја” је југословенски ТВ филм из 1967. године. Режирао га је Даниел Марушић који је, по делу Константина Трењова, написао и сценарио.

## Улоге
| Глумац           | Улога |
| ---------------- | ----- |
| Дара Чаленић     |       |
| Вања Драх        |       |
| Мато Ерговић     |       |
| Драго Крча       |       |
| Јован Личина     |       |
| Крешимир Зидарић |       |
| Миа Оремовић     |       |